# حشية رأس

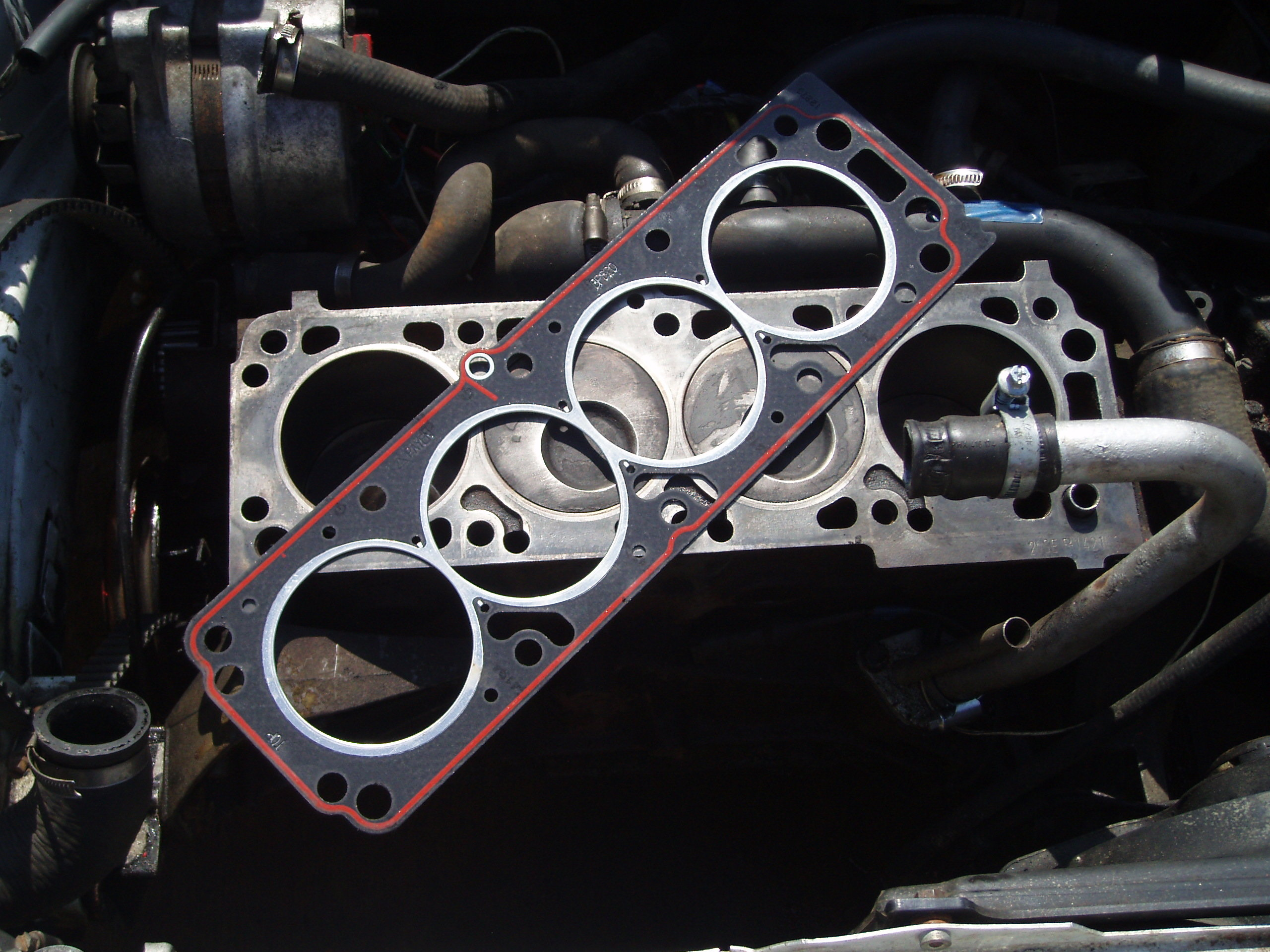
حشية الرأس

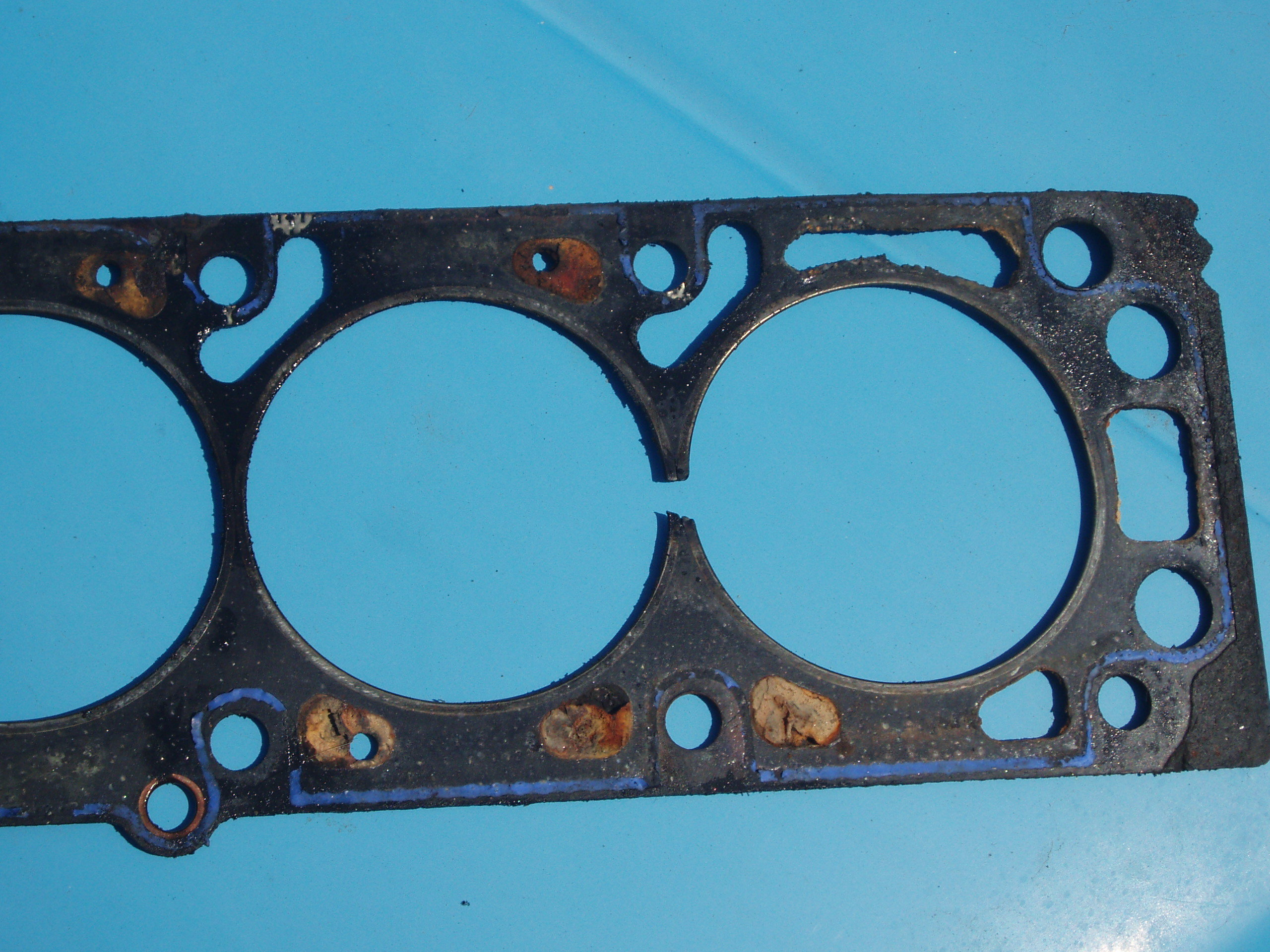
حشية رأس معطل

حشية الرأس أو طوق رأس (بالإنجليزية: Head gasket)‏، يعتبر إحدى أهم القطع في أغلب محركات الأحتراق ويقع مابين حوض المحرك ورأسه. وتسمى أيضا في بعض المناطق (رأس الماكينة).

## الاستخدام والمهام
تستخدم حشية الرأس كطبقة عازلة لمنع السوائل مثلا (الماء، الزيت) داخل حوض المحرك من الأختلاط. وكذلك من المهام التي يقوم بها كسكيت الرأس هي توزيع القوى بين حوض المحرك ورأسه ويمارس ايضاً التأثير على توزيع القوى داخل نظام المحرك.

## الأهمية
ان تعطل كسكيت الرأس يعد من أكثر المشاكل التي تؤدي إلى خسارة المحرك ومن هذه المشاكل التي يسببها كسكيت رأس معطل:

### تسرب غازات الاحتراق
عند تسرب غازات الأحتراق إلى غرفة المبرد (قنوات التبريد) يؤدي هذا إلى خفض قدرة المبرد على تبريد غرفة محرك الاحتراق، وبالتالي زيادة درجة الحرارة عن معدلها الطبيعي.

### اختلاط زيت المحرك بماء المبرد
ينشأ عن هذا الاختلاط ترسبات أو تكون مادة لزجة، وفي العادة تكون هذه الترسبات أو المادة اللزجة بنية اللون وتؤدي إلى انسداد قنوات المياه التي تعمل على تبريد المحرك.

### تسرب ماء المبرد إلى غرفة الأحتراق
هناك عدة مشاكل يمكن حصولها من تسرب الماء المبرد إلى غرفة الأحتراق  ومنها، ظهور بخار ابيض وزيادة التأكل داخل المحرك بسبب الاحتكاك، وزيادة الغاز الخارج من العادم نتيجة لعدم كفاءة الاحتراق بسبب وجود الماء الذي يمنع الإحتراق الامثل للخليط (الوقود والهواء).

### تسرب الغازات الناتجة عن الاحتراق إلى غرفة المحرك
هذا يؤدي إلى نشؤ مخاطر عديدة ومنها:
- ظهور الدخان وخطر احتراق المحرك.
- خطرتسرب الغازات السامة من غرفة المحرك إلى مقصورة الركاب وغرفة القيادة.

## روابط خارجية
- Ask's Head Gaskets and Valve Covers Q&A
- How to Repair Your Head Gasket - An example of how a head gasket was replaced.